# 怪物猎人XX
《怪物猎人XX》是一款由卡普空开发并在任天堂3DS和任天堂Switch上发行的动作角色扮演游戏。本作是《怪物猎人X》的资料片，也是系列在任天堂3DS上推出的第6部作品，同时也将是系列首次登陆任天堂Switch。游戏于2017年3月18日在日本地区和繁体中文区发售了任天堂3DS版本。3DS版本還有立體映象。
2017年5月26日，卡普空宣布《魔物獵人XX》正式登陸任天堂Switch平台，並且於5月27日舉辦的「魔物獵人 頂上大會」中公布《魔物獵人XX》任天堂Switch版的情報。《魔物獵人XX》任天堂Switch版將於2017年8月25日推出，在3DS推出的《魔物獵人XX》可以透過上傳網路，將遊戲存檔幾乎完整繼承至《魔物獵人XX》任天堂Switch版。而且還可以透過網路，將Switch和3DS兩個版本的《魔物獵人XX》存檔相互轉移。遊戲除了支援任天堂Switch版玩家面連/網連之外，Switch和3DS兩個版本的玩家還可以透過網連一同合作狩獵。另外，遊戲的UI介面細節也針對任天堂Switch全面調整，作出最佳的配置。為了配合每一位玩家的需要，玩家還可以選擇不同的狩獵風格，分別是公會風格、強襲風格、空中風格、武士道風格、勇氣風格和鍊金風格。武器種類也十分齊全，包括：太刀、大劍、雙劍、大錘、操蟲棍、劍斧、單手劍、銃槍等。
《怪物猎人XX》的任天堂3DS版本获得《Fami通》35分的白金殿堂评价，不过游戏销量是系列在任天堂3DS上推出的作品中销售速度最慢的一部。
卡普空於2018年5月10日宣布本作将在2018年8月28日于任天堂Switch平台发售名为《Monster Hunter Generations Ultimate》的海外版。同年8月官方公布海外版发行后三个月内将会追加对繁简中文的支持。